# Xã Hollenback, Quận Luzerne, Pennsylvania
Xã Hollenback (tiếng Anh: Hollenback Township) là một xã thuộc quận Luzerne, tiểu bang Pennsylvania, Hoa Kỳ. Năm 2010, dân số của xã này là 1.196 người.